# 江心洲
江心洲，是长江南京段的一座江心沙洲，又名梅子洲、永定洲。江心洲位于南京城西南方，面积15平方公里，属建邺区江心洲街道管辖。
江心洲植被丰富，是国家AA级风景名胜区。从2009年开始，一个经济发展项目开始创建低碳、可再生能源利用的生态城市，并创建一个可持续发展的住宅及商业社区。江心洲盛产葡萄，南京市政府每年在此举办葡萄节。

## 地理
江心洲南北狭长，将长江分为左右两汊，其中左汊为主航道，江宽水深；右汊又称夹江，江面狭窄、水流平缓。

## 生态旅游
江心洲盛產葡萄，拥有大约130个品种。每年七、八月南京市政府都会举办葡萄节（江心洲葡萄节），大约50,000人參與。为了支持旅游業發展，餐饮店、农舍和酒店相继建成，让游客可以采摘葡萄，吃农村食品，并获得优质的服务。 
洲的南端是一座森林公园，擁有花园、运河、池塘和红木步道。由于风景引人，被指定为国家AA级风景名胜区。

## 城市化

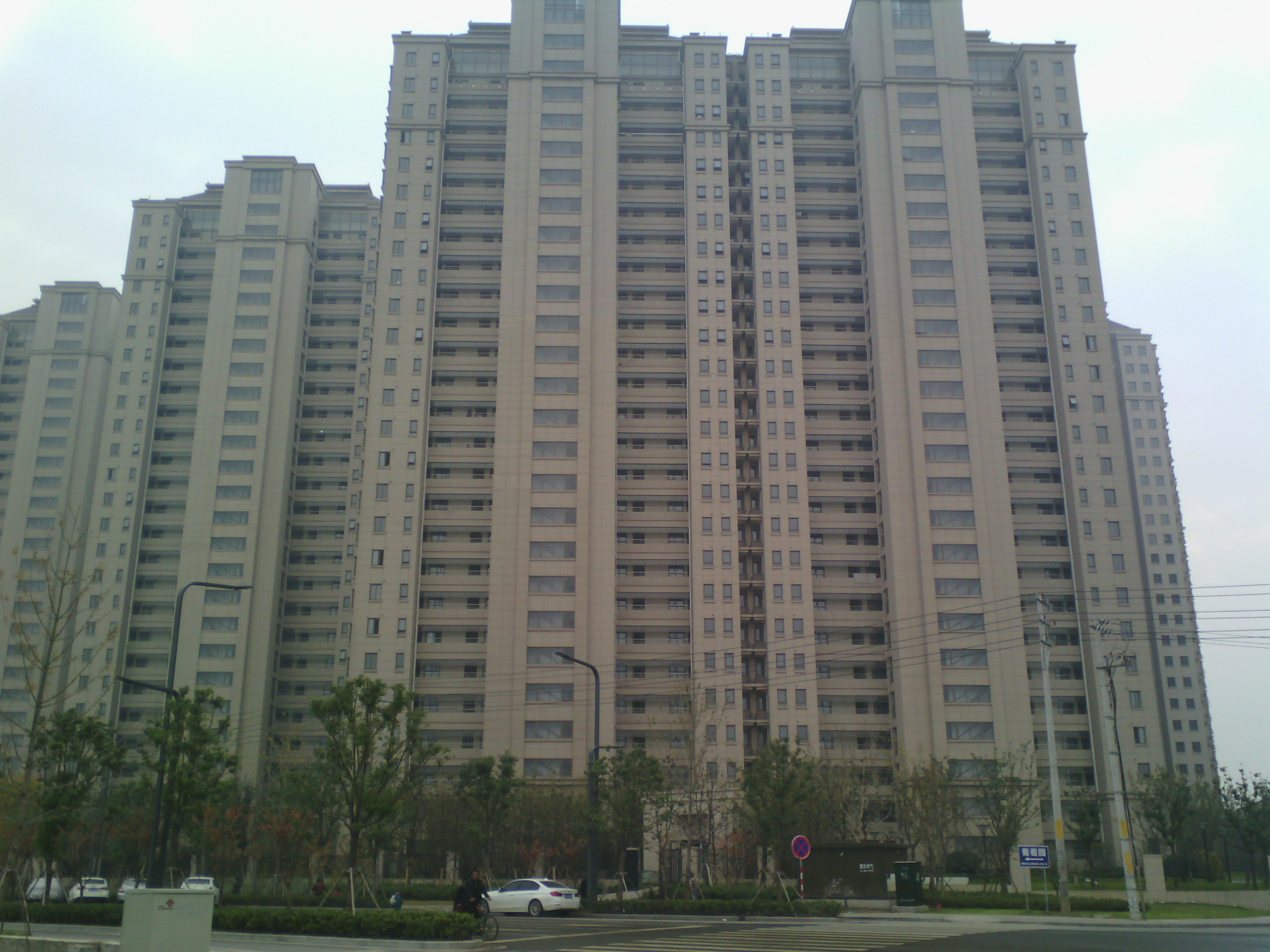
江心洲新城

江心洲城市化将分三个阶段在2020年完成。該计划是维持岛上现有景区环境的同时，建造高层住宅，可容纳20万人；同時亦將建設新的地铁站和额外的娱乐和商业設施。這是一個“花园城市”的计划，包括水回收、绿色能源和可持续发展的低碳策略。1,000亿人民币的开发企业已与拜耳材料科技合作，设计低和零能耗建筑。该建筑将操作可再生能源，如氢和太阳能。其他能源是光伏发电和风力发电，能源通过智能电网管理。巴士會用电動車。现代农业和服务业，信息技术（IT）和生态环境服务机构將會针对性地扩大岛内经济規模。将不会發展製造业或工厂。洲的南段有一森林公园。之前，该项目建成后附加康乐设施将扩大到包括水族馆、一个婚礼主题广场、一个过山车和水上活动娱乐設施。该项目于2009年5月开始施工。第一阶段為基础设施建设，如煤气、输水管道和道路。岛上大约一半的居民被重新安置。2013年8月，一座示範公寓為洲上的居民和游客公開展示。

## 交通运输

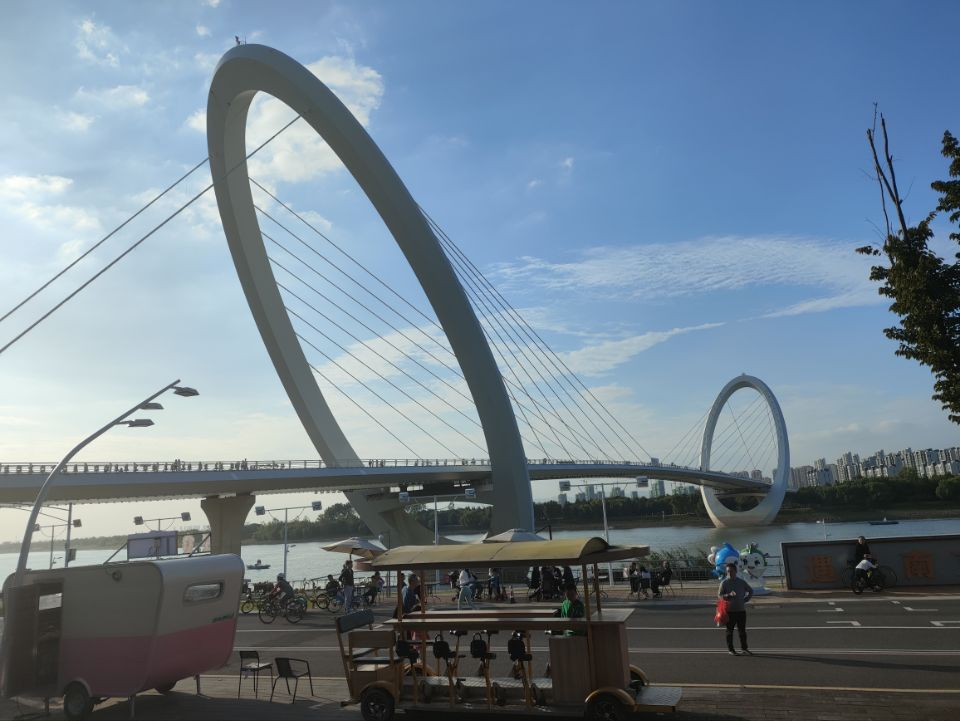
南京眼步行桥全瞻

岛上可通过夹江大桥与主城区的应天大街高架桥相连。此外岛上还可以通过南京眼步行桥行至位于南京主城河西地区的南京国际博览中心。在2014年夏季青年奥运会期間，这裡将是从青奥会森林公园前往南京国际博览中心的一條路徑。这是第一座跨越长江的人行步道桥。
岛上设有地铁江心洲站。
在棉花堤渡口有提供渡轮服务，碼頭位于长江旁滨江公园岸邊。渡轮通往岛屿東南岸的江心洲汽车渡口。渡轮服务由中山码头的13艘船提供。該碼頭位于中山北路底的长江邊。2014年夏天起，南京市渡轮公司从中山码头載運乘客、标准自行车和电动自行车。渡轮都装有空调，乘坐時間约10分钟。在岛上的其他轮口有濮院大道上的江心客轮，以及江心汽车客运站点北側；在岛的东北岸边，則有环洲路客渡口和红卫客渡口。
该岛也有当地的城市公交服务。

## 图片

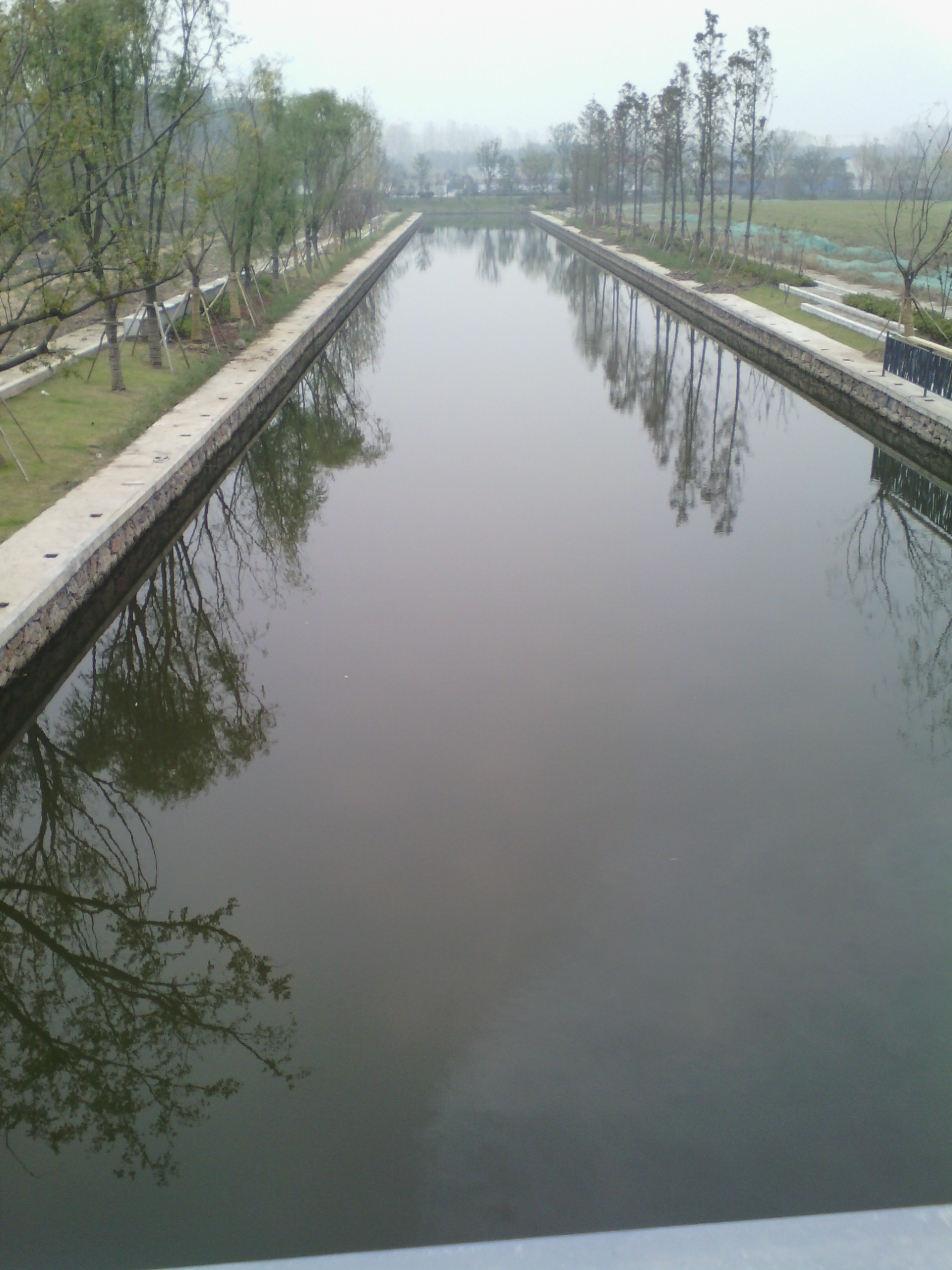
江心洲景观河
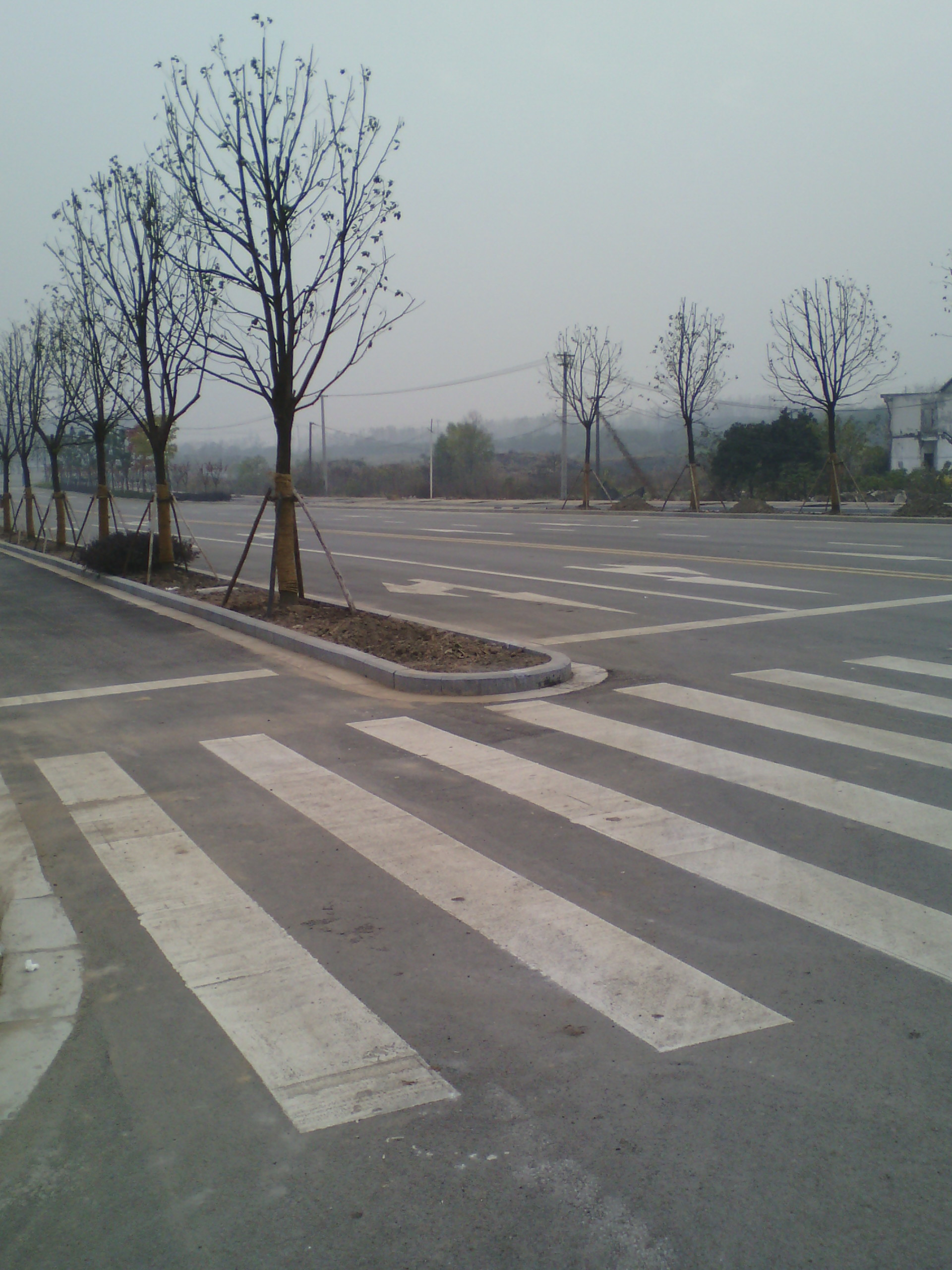
江心洲一条新建道路
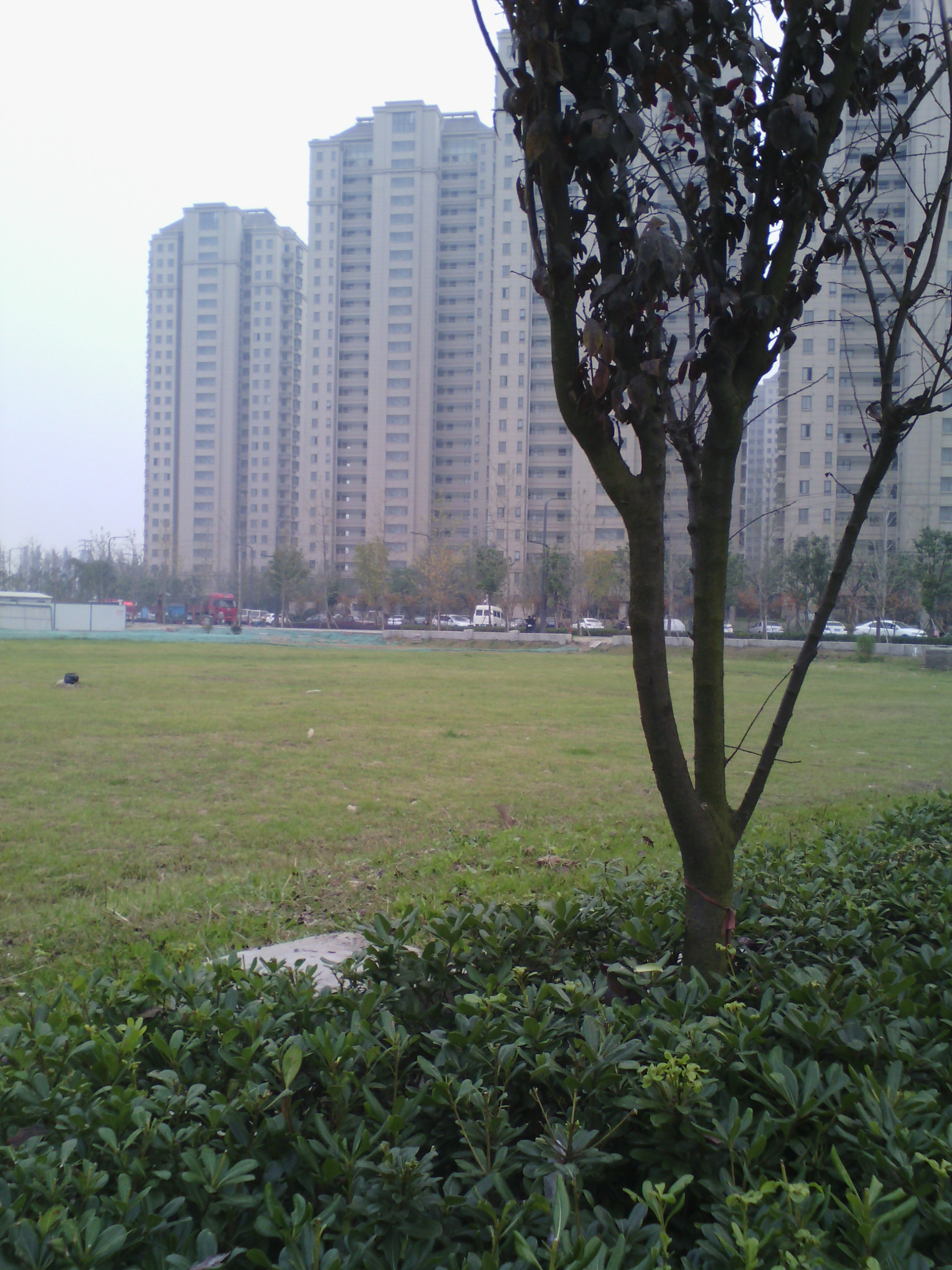
江心洲新城
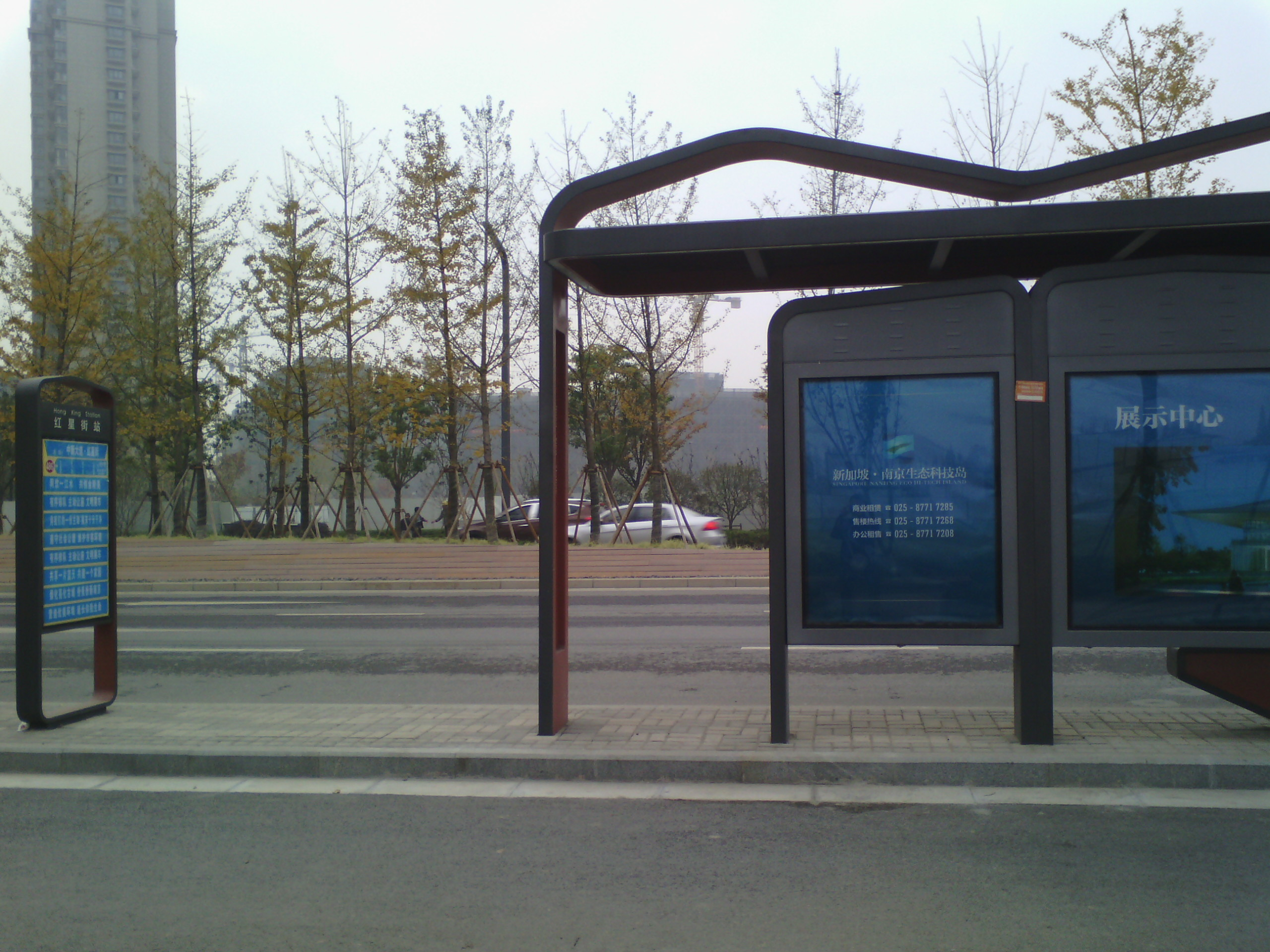
江心洲的公交车站
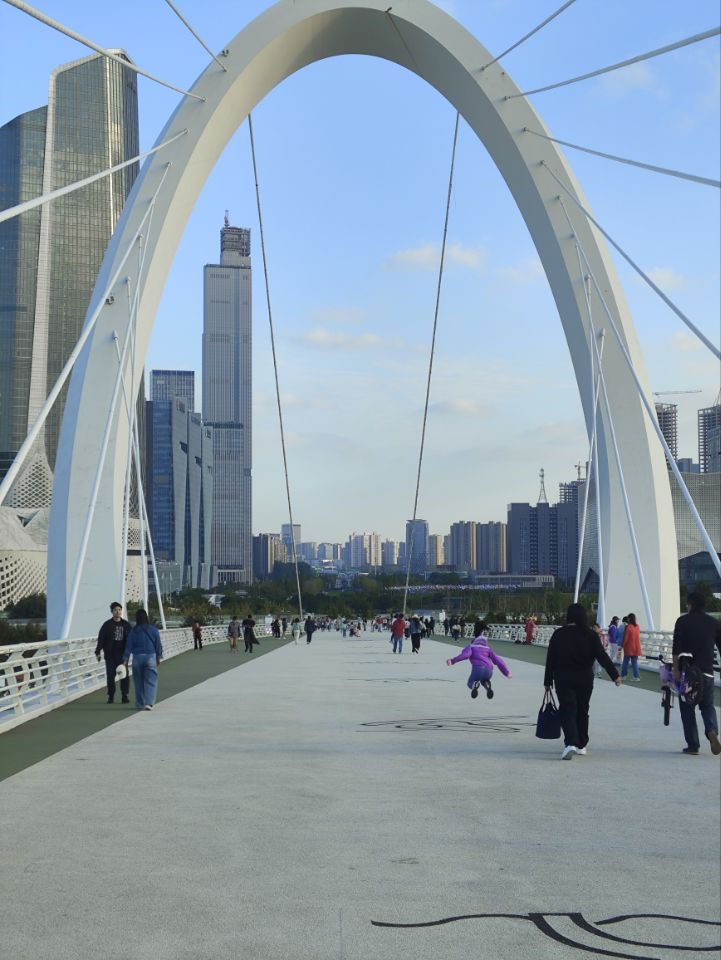
在南京眼步行桥上眺望远方